# 용인시장 선거
용인시장 선거는 경기도 용인시의 시장을 선출하는 선거이다.

## 역대 민선 용인군수·용인시장

### 역대 민선 용인군수
| 선거   | 정당 | 정당       | 군수   |
| ------ | ---- | ---------- | ------ |
| 1995년 |      | 민주자유당 | 윤병희 |

### 역대 민선 용인시장
| 선거   | 정당 | 정당           | 시장   |
| ------ | ---- | -------------- | ------ |
| 1998년 |      | 한나라당       | 윤병희 |
| 1999년 |      | 새정치국민회의 | 예강환 |
| 2002년 |      | 한나라당       | 이정문 |
| 2006년 |      | 한나라당       | 서정석 |
| 2010년 |      | 민주당         | 김학규 |
| 2014년 |      | 새누리당       | 정찬민 |
| 2018년 |      | 더불어민주당   | 백군기 |
| 2022년 |      | 국민의힘       | 이상일 |

## 역대 선거 결과

### 제1회 전국동시지방선거
|  | 39.81% |

|  | 36.82% |

|  | 23.35% |

### 제2회 전국동시지방선거
|  | 34.84% |

|  | 33.86% |

|  | 24.07% |

|  | 3.86% |

|  | 3.34% |

### 1999년 대한민국 재보궐선거
윤병희 시장의 시장직 상실로 인해 치러진 1999년 대한민국 재보궐선거에서 새정치국민회의 예강환 후보가 당선되었다.

### 제3회 전국동시지방선거
|  | 56.02% |

|  | 43.97% |

### 제4회 전국동시지방선거
|  | 53.54% |

|  | 25.61% |

|  | 18.17% |

|  | 2.66% |

### 제5회 전국동시지방선거
|  | 46.52% |

|  | 43.00% |

|  | 10.46% |

### 제6회 전국동시지방선거
|  | 47.47% |

|  | 38.61% |

|  | 9.63% |

|  | 4.26% |

### 제7회 전국동시지방선거
|  | 53.72% |

|  | 41.16% |

|  | 4.28% |

|  | 0.83% |

### 제8회 전국동시지방선거
|  | 55.37% |

|  | 44.62% |